# شهرستان الشطره
شهرستان الشطره (به عربی: قضاء الشطرة) یک شهرستان‌های عراق در عراق است که در استان ذی‌قار واقع شده‌است.